# Seznam sochařů
Seznam sochařů obsahuje abecedně uspořádaný seznam (podle příjmení) některých významných českých i zahraničních sochařů ze všech uměleckých období. Seznam není úplný.

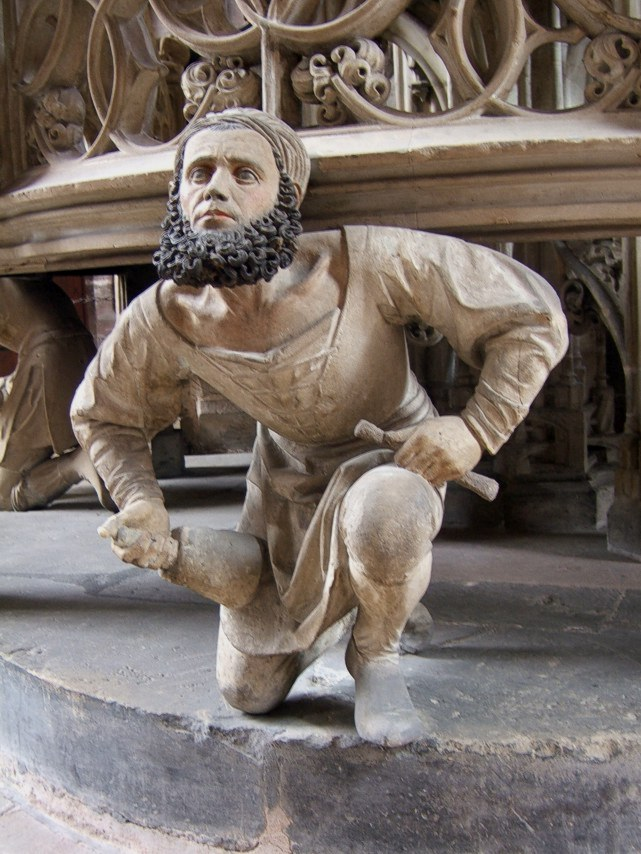
Autoportrét Adama Krafta z roku 1496 v Domě svátosti v St. Lorenz v Norimberku

## A
- Wäinö Aaltonen
- François Gaspard Adam
- Josef Adámek
- Agasiás
- Gugliemo Agnelli
- Giovanni Antonio Amadeo
- Bartolomeo Ammanati
- Václav Amort
- Vilém Amort
- Vlastimil Amort
- Alexander Archipenko
- Alberto Arnoldi
- Hans Arp

## B
- John Bacon
- Nanni di Banco
- Giovanni Baratta
- Erhard Barg
- Lorenzo Bartolini
- Herbert Bayer
- Alfred Barye
- Břetislav Benda
- Jan Jiří Bendl
- Gian Lorenzo Bernini
- Joseph Beuys
- František Bílek (1872–1941)
- František Bílek (1889–1944)
- Ejler Bille
- Umberto Boccioni
- Andrea Bolgi
- Gutzon Borglum
- Fernando Botero
- Antoine Bourdelle
- Josef Kamil Alois Böhm
- Peter Brandes (1944–2025)
- Brassaï
- Matyáš Bernard Braun
- Arno Breker
- Andrea Bregno
- Benedetto Briosco
- Ferdinand Maxmilián Brokoff
- Jan Brokoff
- Jaroslav Brychta
- Agostino Bugiardini
- Dionigi Bussola

## C
- Melchiorre Cafà
- Alexander Calder
- Tino di Camaino
- Arnolfo di Cambio
- Pietro Canonica
- Antonio Canova
- Agostino Carlini
- Anthony Caro
- Giannino Castiglioni
- Benvenuto Cellini
- Martin Ceplecha
- Valerio Cigoli
- Vincenzo Cinque
- Matteo Civitali
- Camille Claudelová

## Č
- Jindřich Václav Čapek
- David Černý

## D
- Almé-Jules Dalou
- Richard Deacon
- Josef Dietrich
- Donatello
- Jean Dubuffet
- Giovanni de Martino
- Giacomo del Duca
- Agostino di Duccio
- Jan Vítězslav Dušek
- Karel Dvořák

## E
- Thomas Eakins

## F
- Emanuel Famíra
- Cosimo Fancelli
- Hans Feibusch
- Feidiás
- Miloslav Fekar
- Manuel Felguérez
- Andrea Ferrucci
- František Vladimír Foit
- Baltazar Fontana
- Domenico Fontana
- Lucio Fontana

## G
- Naum Gabo
- Michal Gabriel
- Domenico Gagini
- Jakub Gajda
- Salvatore Garau
- Vincenzo Gemito
- Lorenzo Ghiberti
- Alberto Giacometti
- Giambologna
- Ginger Gilmour
- Alexandr Sergejevič Golovin
- Józef Gosławski
- Alex Grey
- Domenico Guidi
- Émile Guillemin (1941–1907)
- Nachum Gutman

## H
- Reinhoud d'Haese
- Radim Hanke
- Stanislav Hanzl
- Vincenc Havel
- Henry Heerup
- Gerhard Henning
- Barbara Hepworth
- Diango Hernández
- Rudolf Hlavica
- František Hořava
- Vojtěch Hořínek
- František Hošek
- Jean-Antoine Houdon
- Leopold Hueber
- Karel Hyliš

## I
- René Iché
- Robert Indiana

## J
- Robert Jacobsen
- Henri-Albert Jacquemart
- Marta Jirásková
- Allen Jones
- Asger Jorn

## K
- Boris Kalin
- Josef Kapinus
- Frederick John Kiesler
- Per Kirkeby
- Yves Klein
- Emanuel Kodet
- Jan Kodet
- Jaroslav Koliha
- Willem de Kooning
- Jiří Korec
- Tomas Kotík
- Margit Kovács
- Adam Kraft
- Frans Krajcberg
- Richard Kristinus
- Zdeněk Krybus
- Josef Kříž
- Jan Kutálek

## L
- Jan Lauda
- Frederick Leighton
- Georg Leisek
- Karel Lenhart
- Leone Leoni
- Patxi Xabier Lezama Perier
- Antonín Lhoták
- Jacques Lipchitz
- Karel Lidický
- Girolamo Lucenti

## M
- Vincenc Makovský
- Jarmila Malátová
- Jitka Malovaná
- Giacomo Manzù
- Václav Mařan
- Camillo Mariani
- Marino Marini
- Emanuel Max
- Josef Max
- Michelangelo Buonarroti
- Michelozzo
- Joan Miró
- Alois Wünsche-Mitterecker
- Ivan Meštrović
- David Moješčík
- Alessandro Monteleone
- Henry Moore
- Lorenzo Morreli
- Samuel F. B. Morse
- Ottavio Mosto
- František Mrázek
- Čestmír Mudruňka
- Ron Mueck
- Josef Václav Myslbek

## N
- Karel Nepraš
- Jiří Netík
- Kai Nielsen
- Karel Niestrath

## O
- Pavel Opočenský
- Yoko Ono

## P
- Josef Pabl
- Nam June Paik
- Dante Parini
- Petr Parléř
- Carl-Henning Pedersen
- Zdeněk Pešánek
- Pablo Picasso
- Jan Jiří Pinsel
- Andrea Pisano
- Nikola Pisano
- František Ignác Platzer
- Karel Pokorný
- Giacomo della Porta
- Jozef Pospíšil
- Hiram Powers
- Jiří Prachař
- Karel Prantl
- Vladimír Preclík
- Francesco Primaticcio
- Daniel Paul

## Q
- Giovanni Battista Quadri
- Jacopo della Quercia

## R
- Arpád Račko
- Jean-François Raffaëlli
- Mathias Rauchmiller
- Bernard Reder
- Andrea della Robbia
- Luca della Robbia
- Auguste Rodin
- Stanislav Rolínek
- Jaroslav Róna
- Christopher Ross
- Leonard Rotter
- Louis-Francois Roubiliac
- Giovanni Francesco Rustici

## S
- Giuliano da Sangallo
- Abbondio Sangiorgio
- Jacopo Sansovino
- Bernard Otto Seeling
- Bohuslav Schnirch
- Edwin Schopenhauer
- Pietro Antonio Solari
- Bedřich Stefan
- Veit Stoss
- Stanislav Sucharda

## Š
- Ladislav Šaloun
- Josef Škoda
- Jiří Španihel
- Fraňo Štefunko
- Jan Štursa
- Otakar Švec

## T
- Dorothea Tanning
- Marie Tauerová
- Vladimíra Tesařová
- Erik Thommesen
- Bertel Thorvaldsen
- Viktor Oskar Tilgner
- Jean Tinguely
- Pietro Torrigiano
- Michal Trpák

## V
- Filippo della Valle
- Tiburzio Vergelli
- Andrea del Verrocchio
- Aleš Veselý
- Christoph Voll
- Wolf Vostell

## W
- Antonín Wagner
- Antonín Pavel Wagner
- Josef Wagner
- Marie Wagnerová-Kulhánková
- Zbigniew Wąsiel
- Felix de Weldon
- Franz West
- Hana Wichterlová
- Alison Wilding
- Jens Ferdinand Willumsen
- Tapio Wirkkala
- Jan de Weryha-Wysoczanski
- Gertrude Vanderbilt Whitney
- Bill Woodrow

## Z
- Stanislav Zadražil
- Štěpán Zálešák
- Jan Znoj
- Olbram Zoubek